# Dymisja
Dymisja – zwolnienie lub rezygnacja kogoś z zajmowanego stanowiska lub urzędu. Może być wyrażona na piśmie, które też nosi nazwę dymisji. Na ogół wiąże się z koniecznością powołania w rozsądnym czasie następcy po odejściu ze stanowiska osoby zdymisjonowanej.